# Tanaecia salina
Tanaecia salina är en fjärilsart som beskrevs av Hans Fruhstorfer 1913. Tanaecia salina ingår i släktet Tanaecia och familjen praktfjärilar. Inga underarter finns listade i Catalogue of Life.